# ایستگاه راه‌آهن تپه سفید
ایستگاه راه‌آهن تپه سفید در چهاردانگه، استان تهران واقع شده‌است. این ایستگاه تحت مالکیت شرکت راه‌آهن جمهوری اسلامی ایران قرار دارد.